# 楊正 (東漢)
楊正（?—?），東漢初年官员。
楊正在汉光武帝时担任京兆（今陕西省西安市）功曹，汉光武帝驾崩，京兆尹出西域，胡人商賈支起帷帳为光武帝設祭，京兆尹的車子過帷帳，胡人牽車，令京兆尹参拜。京兆尹心疑停止車子，楊正在前導说：「按禮，天子不受支庶祭祀，何況夷狄！」命令破壞祭祀，于是离开。